# Okręg wyborczy nr 2 do Sejmu Rzeczypospolitej Polskiej (1993–2001)
Okręg wyborczy nr 2 do Sejmu Rzeczypospolitej Polskiej (1993–2001) obejmował województwo warszawskie z wyłączeniem Miasta Stołecznego Warszawy. W ówczesnym kształcie został utworzony w 1993. Wybieranych było w nim 8 posłów w systemie proporcjonalnym.
Siedzibą okręgowej komisji wyborczej była Warszawa.

## Wyniki wyborów
| Podział 8 mandatów: SLD: 2 UP: 1 PSL: 2 UD: 2 BBWR: 1 |

| Podział 8 mandatów: SLD: 2 UW: 1 AWS: 4 ROP: 1 |

## Reprezentanci okręgu
| Sejm | Rok  | Poseł KW                                          | Poseł KW                                          | Poseł KW                                          | Poseł KW                                          | Poseł KW                                          | Poseł KW                                          | Poseł KW                                          | Poseł KW                                          | Poseł KW                                          | Poseł KW                                          | Poseł KW                                          | Poseł KW                                          | Poseł KW                                          | Poseł KW                                          | Poseł KW                                          | Poseł KW                                          |
| ---- | ---- | ------------------------------------------------- | ------------------------------------------------- | ------------------------------------------------- | ------------------------------------------------- | ------------------------------------------------- | ------------------------------------------------- | ------------------------------------------------- | ------------------------------------------------- | ------------------------------------------------- | ------------------------------------------------- | ------------------------------------------------- | ------------------------------------------------- | ------------------------------------------------- | ------------------------------------------------- | ------------------------------------------------- | ------------------------------------------------- |
| II   | 1993 |                                                   | M. Balicki UD                                     |                                                   | L. Szymańczyk SLD                                 |                                                   | M. Wielgus BBWR                                   |                                                   | J. Piechociński PSL                               |                                                   | T. Dobosz SLD                                     |                                                   | W. Borowik UP                                     |                                                   | J. Olszowski UD                                   |                                                   | A. Małachowska PSL                                |
| II   | 1996 | M. Piotrowski BBWR                                | M. Balicki UD                                     |                                                   | L. Szymańczyk SLD                                 |                                                   |                                                   |                                                   | J. Piechociński PSL                               |                                                   | T. Dobosz SLD                                     |                                                   | W. Borowik UP                                     |                                                   | J. Olszowski UD                                   |                                                   | A. Małachowska PSL                                |
| III  | 1997 |                                                   | P. Piskorski UW                                   |                                                   | L. Szymańczyk SLD                                 | J. Jackowski AWS                                  |                                                   | A. Smirnow AWS                                    | W. Kaczmarek SLD                                  |                                                   | A. Macierewicz ROP                                |                                                   | K. Oksiuta AWS                                    |                                                   | J. Zakrzewska AWS                                 |                                                   |                                                   |
| III  | 2001 | M. Piotrowicz AWS                                 | P. Piskorski UW                                   |                                                   | L. Szymańczyk SLD                                 | J. Jackowski AWS                                  |                                                   | A. Smirnow AWS                                    | W. Kaczmarek SLD                                  |                                                   | A. Macierewicz ROP                                |                                                   | K. Oksiuta AWS                                    |                                                   |                                                   |                                                   |                                                   |
| IV   | 2001 | okręg zniesiony – patrz okręgi nr 16, 17, 18 i 20 | okręg zniesiony – patrz okręgi nr 16, 17, 18 i 20 | okręg zniesiony – patrz okręgi nr 16, 17, 18 i 20 | okręg zniesiony – patrz okręgi nr 16, 17, 18 i 20 | okręg zniesiony – patrz okręgi nr 16, 17, 18 i 20 | okręg zniesiony – patrz okręgi nr 16, 17, 18 i 20 | okręg zniesiony – patrz okręgi nr 16, 17, 18 i 20 | okręg zniesiony – patrz okręgi nr 16, 17, 18 i 20 | okręg zniesiony – patrz okręgi nr 16, 17, 18 i 20 | okręg zniesiony – patrz okręgi nr 16, 17, 18 i 20 | okręg zniesiony – patrz okręgi nr 16, 17, 18 i 20 | okręg zniesiony – patrz okręgi nr 16, 17, 18 i 20 | okręg zniesiony – patrz okręgi nr 16, 17, 18 i 20 | okręg zniesiony – patrz okręgi nr 16, 17, 18 i 20 | okręg zniesiony – patrz okręgi nr 16, 17, 18 i 20 | okręg zniesiony – patrz okręgi nr 16, 17, 18 i 20 |

### Wybory parlamentarne 1993
| Komitet wyborczy                                      | Komitet wyborczy                                         | Głosów | %     | Mandaty | Wybrani posłowie                            |
| ----------------------------------------------------- | -------------------------------------------------------- | ------ | ----- | ------- | ------------------------------------------- |
|                                                       | Sojusz Lewicy Demokratycznej                             | 40 435 | 15,12 | 2       | Lech Szymańczyk, Teresa Dobosz              |
|                                                       | Polskie Stronnictwo Ludowe                               | 32 890 | 12,30 | 2       | Janusz Piechociński, Aleksandra Małachowska |
|                                                       | Unia Demokratyczna                                       | 27 887 | 10,43 | 2       | Marek Balicki, Jan Olszowski                |
|                                                       | Unia Pracy                                               | 22 739 | 8,50  | 1       | Wojciech Borowik                            |
|                                                       | Bezpartyjny Blok Wspierania Reform                       | 20 886 | 7,81  | 1       | Marek Wielgus, Marian Piotrowski            |
|                                                       | Katolicki Komitet Wyborczy „Ojczyzna”                    | 18 710 | 7,00  | –       |                                             |
|                                                       | Porozumienie Centrum                                     | 18 683 | 6,99  | –       |                                             |
|                                                       | Niezależny Samorządny Związek Zawodowy „Solidarność”     | 13 727 | 5,13  | –       |                                             |
|                                                       | Kongres Liberalno-Demokratyczny                          | 13 632 | 5,10  | –       |                                             |
|                                                       | Konfederacja Polski Niepodległej                         | 12 957 | 4,85  | –       |                                             |
|                                                       | Koalicja dla Rzeczypospolitej                            | 12 167 | 4,55  | –       |                                             |
|                                                       | Unia Polityki Realnej                                    | 11 026 | 4,12  | –       |                                             |
|                                                       | Polskie Stronnictwo Ludowe – Porozumienie Ludowe         | 7756   | 2,90  | –       |                                             |
|                                                       | Samoobrona – Leppera                                     | 6379   | 2,39  | –       |                                             |
|                                                       | Partia X                                                 | 5889   | 2,20  | –       |                                             |
|                                                       | Ojczyzna – Lista Polska                                  | 861    | 0,32  | –       |                                             |
|                                                       | Polska Wspólnota Narodowa – Polskie Stronnictwo Narodowe | 770    | 0,29  | –       |                                             |
| Frekwencja: 48,72% Źródło: Państwowa Komisja Wyborcza |                                                          |        |       |         |                                             |

Poniższa tabela przedstawia podział mandatów dla komitetów wyborczych na podstawie uzyskanych głosów, a następnie obliczonych ilorazów wyborczych na podstawie metody D’Hondta.
| Podział mandatów dla komitetów wyborczych na podstawie metody D’Hondta | Podział mandatów dla komitetów wyborczych na podstawie metody D’Hondta | Podział mandatów dla komitetów wyborczych na podstawie metody D’Hondta | Podział mandatów dla komitetów wyborczych na podstawie metody D’Hondta | Podział mandatów dla komitetów wyborczych na podstawie metody D’Hondta | Podział mandatów dla komitetów wyborczych na podstawie metody D’Hondta | Podział mandatów dla komitetów wyborczych na podstawie metody D’Hondta | Podział mandatów dla komitetów wyborczych na podstawie metody D’Hondta | Podział mandatów dla komitetów wyborczych na podstawie metody D’Hondta | Podział mandatów dla komitetów wyborczych na podstawie metody D’Hondta |
| Komitet wyborczy                                                       | Komitet wyborczy                                                       | Liczba głosów                                                          | Iloraz wyborczy                                                        | Iloraz wyborczy                                                        | Iloraz wyborczy                                                        | Iloraz wyborczy                                                        | Iloraz wyborczy                                                        | Mandaty                                                                | TP                                                                     |
| Komitet wyborczy                                                       | Komitet wyborczy                                                       | Liczba głosów                                                          | /1                                                                     | /2                                                                     | /3                                                                     | ...                                                                    | /8                                                                     | Mandaty                                                                | TP                                                                     |
| ---------------------------------------------------------------------- | ---------------------------------------------------------------------- | ---------------------------------------------------------------------- | ---------------------------------------------------------------------- | ---------------------------------------------------------------------- | ---------------------------------------------------------------------- | ---------------------------------------------------------------------- | ---------------------------------------------------------------------- | ---------------------------------------------------------------------- | ---------------------------------------------------------------------- |
|                                                                        | Sojusz Lewicy Demokratycznej                                           | 40 435                                                                 | 40 435                                                                 | 20 218                                                                 | 13 478                                                                 | ...                                                                    | 5054                                                                   | 2                                                                      | 2,05                                                                   |
|                                                                        | Polskie Stronnictwo Ludowe                                             | 32 890                                                                 | 32 890                                                                 | 16 445                                                                 | 10 963                                                                 | ...                                                                    | 4111                                                                   | 2                                                                      | 1,67                                                                   |
|                                                                        | Unia Demokratyczna                                                     | 27 887                                                                 | 27 887                                                                 | 13 944                                                                 | 9296                                                                   | ...                                                                    | 3486                                                                   | 2                                                                      | 1,41                                                                   |
|                                                                        | Unia Pracy                                                             | 22 739                                                                 | 22 739                                                                 | 11 370                                                                 | 7580                                                                   | ...                                                                    | 2842                                                                   | 1                                                                      | 1,15                                                                   |
|                                                                        | Bezpartyjny Blok Wspierania Reform                                     | 20 886                                                                 | 20 886                                                                 | 10 443                                                                 | 6962                                                                   | ...                                                                    | 2611                                                                   | 1                                                                      | 1,06                                                                   |
|                                                                        | Konfederacja Polski Niepodległej                                       | 12 957                                                                 | 12 957                                                                 | 6479                                                                   | 4319                                                                   | ...                                                                    | 1620                                                                   | 0                                                                      | 0,66                                                                   |
| Ogółem                                                                 | Ogółem                                                                 | 157 794                                                                | —                                                                      | —                                                                      | —                                                                      | —                                                                      | —                                                                      | 8                                                                      | 8                                                                      |

### Wybory parlamentarne 1997
| Komitet wyborczy                                      | Komitet wyborczy                          | Głosów  | %     | Mandaty | Wybrani posłowie                                                                        |
| ----------------------------------------------------- | ----------------------------------------- | ------- | ----- | ------- | --------------------------------------------------------------------------------------- |
|                                                       | Akcja Wyborcza Solidarność                | 113 315 | 40,15 | 4       | Jan Jackowski, Andrzej Smirnow, Krzysztof Oksiuta, Jadwiga Zakrzewska, Marek Piotrowicz |
|                                                       | Sojusz Lewicy Demokratycznej              | 53 638  | 19,00 | 2       | Wiesław Kaczmarek, Lech Szymańczyk                                                      |
|                                                       | Unia Wolności                             | 43 168  | 15,30 | 1       | Paweł Piskorski                                                                         |
|                                                       | Ruch Odbudowy Polski                      | 23 419  | 8,30  | 1       | Antoni Macierewicz                                                                      |
|                                                       | Polskie Stronnictwo Ludowe                | 16 246  | 5,76  | –       |                                                                                         |
|                                                       | Unia Pracy                                | 12 635  | 4,48  | –       |                                                                                         |
|                                                       | Unia Prawicy Rzeczypospolitej             | 8520    | 3,02  | –       |                                                                                         |
|                                                       | Krajowa Partia Emerytów i Rencistów       | 4133    | 1,46  | –       |                                                                                         |
|                                                       | Krajowe Porozumienie Emerytów i Rencistów | 3679    | 1,30  | –       |                                                                                         |
|                                                       | Blok dla Polski                           | 2955    | 1,05  | –       |                                                                                         |
|                                                       | Polska Wspólnota Narodowa                 | 361     | 0,13  | –       |                                                                                         |
|                                                       | Przymierze Samoobrona                     | 127     | 0,05  | –       |                                                                                         |
| Frekwencja: 49,14% Źródło: Państwowa Komisja Wyborcza |                                           |         |       |         |                                                                                         |

Poniższa tabela przedstawia podział mandatów dla komitetów wyborczych na podstawie uzyskanych głosów, a następnie obliczonych ilorazów wyborczych na podstawie metody D’Hondta.
| Podział mandatów dla komitetów wyborczych na podstawie metody D’Hondta | Podział mandatów dla komitetów wyborczych na podstawie metody D’Hondta | Podział mandatów dla komitetów wyborczych na podstawie metody D’Hondta | Podział mandatów dla komitetów wyborczych na podstawie metody D’Hondta | Podział mandatów dla komitetów wyborczych na podstawie metody D’Hondta | Podział mandatów dla komitetów wyborczych na podstawie metody D’Hondta | Podział mandatów dla komitetów wyborczych na podstawie metody D’Hondta | Podział mandatów dla komitetów wyborczych na podstawie metody D’Hondta | Podział mandatów dla komitetów wyborczych na podstawie metody D’Hondta | Podział mandatów dla komitetów wyborczych na podstawie metody D’Hondta | Podział mandatów dla komitetów wyborczych na podstawie metody D’Hondta | Podział mandatów dla komitetów wyborczych na podstawie metody D’Hondta |
| Komitet wyborczy                                                       | Komitet wyborczy                                                       | Liczba głosów                                                          | Iloraz wyborczy                                                        | Iloraz wyborczy                                                        | Iloraz wyborczy                                                        | Iloraz wyborczy                                                        | Iloraz wyborczy                                                        | Iloraz wyborczy                                                        | Iloraz wyborczy                                                        | Mandaty                                                                | TP                                                                     |
| Komitet wyborczy                                                       | Komitet wyborczy                                                       | Liczba głosów                                                          | /1                                                                     | /2                                                                     | /3                                                                     | /4                                                                     | /5                                                                     | ...                                                                    | /8                                                                     | Mandaty                                                                | TP                                                                     |
| ---------------------------------------------------------------------- | ---------------------------------------------------------------------- | ---------------------------------------------------------------------- | ---------------------------------------------------------------------- | ---------------------------------------------------------------------- | ---------------------------------------------------------------------- | ---------------------------------------------------------------------- | ---------------------------------------------------------------------- | ---------------------------------------------------------------------- | ---------------------------------------------------------------------- | ---------------------------------------------------------------------- | ---------------------------------------------------------------------- |
|                                                                        | Akcja Wyborcza Solidarność                                             | 113 315                                                                | 113 315                                                                | 56 658                                                                 | 37 772                                                                 | 28 329                                                                 | 22 663                                                                 | ...                                                                    | 14 164                                                                 | 4                                                                      | 3,63                                                                   |
|                                                                        | Sojusz Lewicy Demokratycznej                                           | 53 638                                                                 | 53 638                                                                 | 26 819                                                                 | 17 879                                                                 | 13 410                                                                 | 10 728                                                                 | ...                                                                    | 6705                                                                   | 2                                                                      | 1,72                                                                   |
|                                                                        | Unia Wolności                                                          | 43 168                                                                 | 43 168                                                                 | 21 584                                                                 | 14 389                                                                 | 10 792                                                                 | 8634                                                                   | ...                                                                    | 5396                                                                   | 1                                                                      | 1,38                                                                   |
|                                                                        | Ruch Odbudowy Polski                                                   | 23 419                                                                 | 23 419                                                                 | 11 710                                                                 | 7806                                                                   | 5855                                                                   | 4684                                                                   | ...                                                                    | 2927                                                                   | 1                                                                      | 0,75                                                                   |
|                                                                        | Polskie Stronnictwo Ludowe                                             | 16 246                                                                 | 16 246                                                                 | 8123                                                                   | 5415                                                                   | 4062                                                                   | 3249                                                                   | ...                                                                    | 2031                                                                   | 0                                                                      | 0,52                                                                   |
| Ogółem                                                                 | Ogółem                                                                 | 249 786                                                                | —                                                                      | —                                                                      | —                                                                      | —                                                                      | —                                                                      | —                                                                      | —                                                                      | 8                                                                      | 8                                                                      |